# Reliquia santamarta
Reliquia santamarta es una especie de mariposa, de la familia de las piérides, que fue descrita por Ackery, en 1975, a partir de ejemplares procedentes de Colombia.

## Distribución
Reliquia santamarta es endémica de la Sierra Nevada de Santa Marta en Colombia (región Neotropical).